# Surto de tornados do furação Isaías
Mapa mostrando locais dos tornados e áreas de avisos
Enquanto o furacão Isaías avançava pela costa leste dos Estados Unidos, entre 3 e 4 de agosto de 2020 um surto de 36 tornados impactou áreas da Carolina do Sul à Pensilvânia.  O tornado mais significativo do surto foi um grande e intenso tornado EF3 que destruiu um parque de trailers perto de Windsor, Carolina do Norte, matando dois e ferindo 14. Este foi o tornado mais forte a ser gerado por um ciclone tropical desde 2005. No final, o surto matou dois e feriu 26.

## Sinopse meteorológica
Depois de enfraquecer para uma tempestade tropical a sudeste da Flórida, em 3 de agosto Isaías rapidamente se intensificou novamente para o status de furacão ao se aproximar de seu ponto final de chegada em Ocean Isle Beach, Carolina do Norte. Uma frente fria e cavado de nível superior que estava influenciando o movimento da tempestade melhorou os perfis de cisalhamento em toda a região e um leve risco de clima severo foi emitido pelo Storm Prediction Center (SPC) em sua atualização de 13h00 UTC para o nordeste da Carolina do Sul e nordeste da Carolina do Norte. Numerosas supercélulas de topo baixo embutidas se formaram durante a noite, produzindo muitos tornados e causando danos generalizados.

Com a eclosão do tornado já em andamento e com probabilidade de continuar, o SPC emitiu um risco aumentado em sua atualização das 13h00 UTC da Península de Delmarva do nordeste para a área dos três estados em 4 de agosto. Numerosos tornados, alguns dos quais fortes, continuaram a pousar ao longo da manhã antes de cessar abruptamente por volta do meio-dia depois que a tempestade atingiu a Nova Inglaterra e se transformou em um ciclone extratropical. No final, um total de 109 avisos de tornado foram emitidos por vários escritórios do Serviço Nacional de Meteorologia em 12 estados devido ao furacão Isaías.

## Tornados confirmados
| EFU | EF0 | EF1 | EF2 | EF3 | EF4 | EF5 | Total |
| --- | --- | --- | --- | --- | --- | --- | ----- |
| 0   | 11  | 20  | 7   | 1   | 0   | 0   | 39    |

### Evento de 3 de agosto
| EF# | Local                                    | Condado/Paróquia | Estado | Coord. início                | Tempo (UTC) | Comprimento pouso | Max. largura | Resumo |
| --- | ---------------------------------------- | ---------------- | ------ | ---------------------------- | ----------- | ----------------- | ------------ | --- |
| EF2 | Bald Head Island a Southport             | Brunswick        | NC     | 33° 50′ 47″ N, 77° 57′ 33″ O | 23:55–00:05 | 8.3 mi (13.4 km)  | 80 yd (73 m) | Uma forte tromba d'água moveu-se para terrae em Bald Head. As suas casas, casas perderam telhados e tinham janelas partidas, e uma faixa de grandes árvores foi achatada. Ele atravessou o rio Cape Fear, antes de vir em terra novamente em Southport. Casas e negócios foram danificados, e árvores foram arrancadas ou arrancadas naquela área antes do tornado se dissipar. |
| EF0 | SW de Bolívia                            | Brunswick        | NC     | 34° 02′ 25″ N, 78° 08′ 27″ O | 00:15-00:19 | 2.93 mi (4.72 km) | 20 yd (18 m) | Arvóres e ramos partiram ao longo da trilha. |
| EF1 | NW de Supply                             | Brunswick        | NC     | 34° 06′ 58″ N, 78° 19′ 09″ O | 00:15–00:16 | 0.28 mi (0.45 km) | 25 yd (23 m) | As árvores foram danificadas, incluindo 20 pinheiros que foram quebrados. |
| EF0 | Garden City Beach                        | Georgetown       | SC     | 33° 34′ 05″ N, 79° 00′ 17″ O | 00:20–00:21 | 0.2 mi (0.32 km)  | 30 yd (27 m) | Uma tromba d'água chegou a terra, causando pequenos danos a algumas casas antes de levantar rapidamente. Uma lesão ocorreu numa casa de praia. |
| EF1 | S de Leland para W de Navessa            | Brunswick        | NC     | 34° 13′ 36″ N, 78° 00′ 45″ O | 00:43–00:46 | 2.59 mi (4.17 km) | 30 yd (27 m) | Árvores foram quebradas, incluindo vários pinheiros. |
| EF1 | Leland                                   | Brunswick        | NC     | 34° 12′ 23″ N, 77° 58′ 52″ O | 01:59–02:01 | 1.5 mi (2.4 km)   | 40 yd (37 m) | Este tornado moveu-se através de uma subdivisão em Leland, onde telhados e chaminés foram danificados, e uma porta de garagem parcialmente colapsou. Muitas árvores foram arrancadas ou arrancadas ao longo do caminho, incluindo vários pinheiros que foram 0.61 m (2 ft) em diâmetro.                                                                                         |
| EF1 | Kennel Beach para SE de Fairfield Harbor | Pamlico          | NC     | 35° 01′ 26″ N, 76° 53′ 55″ O | 03:23       | 2.35 mi (3.78 km) | 40 yd (37 m) | Este tornado originou-se como uma descarga de água sobre o Rio Neuse. Uma vez que chegou em terra em Kennel Beach, ele quebrou árvores, incluindo um pinheiro que caiu em uma casa. Continuou a danificar árvores antes de levantar em uma área rural. |

### Evento de 4 de agosto
| EF# | Local                                          | Condado/Paróquia                                   | Estado | Coord. início                | Tempo (UTC) | Comprimento pouso   | Max. largura   | Resumo |
| --- | ---------------------------------------------- | -------------------------------------------------- | ------ | ---------------------------- | ----------- | ------------------- | -------------- | --- |
| EF1 | Goose Creek State Park                         | Beaufort                                           | NC     | 35° 27′ 40″ N, 76° 53′ 43″ O | 04:18       | 0.24 km (0.15 mi)   | 70 yd (64 m)   | Este tornado aterrou no lado sudeste do Parque Estadual. Um monte de pinheiros grandes foram quebrados. |
| EF1 | NE de Pinetown                                 | Beaufort                                           | NC     | 35° 38′ 39″ N, 76° 48′ 03″ O | 04:48       | 0.16 km (0.1 mi)    | 50 yd (46 m)   | Várias grandes árvores de madeira foram arrancadas e membros grandes foram quebrados por este breve tornado. O milho também foi danificado num campo agrícola. |
| EF1 | Bayview                                        | Beaufort                                           | NC     | 35° 25′ 34″ N, 76° 43′ 45″ O | 04:50       | 1.3 km (0.8 mi)     | 180 yd (160 m) | Numerosas árvores, a maioria das quais eram pinheiros, foram arrancadas, arrancadas ou torcidas. Várias das árvores caíram em veículos e casas na cidade, causando danos no telhado e na parede. Uma casa fabricada sofreu pequenos danos, e o telhado de um pequeno barracão foi rebentado. |
| EF1 | SSW de Jamesville                              | Martin                                             | NC     | 35° 46′ 49″ N, 76° 54′ 34″ O | 05:02       | 0.32 km (0.2 mi)    | 40 yd (37 m)   | Um grande Carvalho caiu numa casa móvel. Árvores e plantações adicionais foram danificadas nas proximidades. |
| EF3 | SSW de Woodard para NW de Windsor              | Bertie                                             | NC     | 35° 53′ 14″ N, 76° 53′ 25″ O | 05:15–05:26 | 16 km (10 mi)       | 600 yd (550 m) | 2 mortes-ver secção sobre este tornado-um total de 14 pessoas ficaram feridas. |
| EF0 | E de Menola para SW de Murfreesboro            | Hertford, Northampton                              | NC     | 36° 24′ 19″ N, 77° 09′ 24″ O | 06:13–06:19 | 8.0 km (5 mi)       | 100 yd (91 m)  | Principalmente danos em árvores ocorreram, embora os grandes TDS produzidos pelo tornado levou a um PDS tornado warning. |
| EF0 | NE de Como, NC parao E de Statesville, VA      | Hertford (NC), Southampton (VA)                    | NC, VA | 36° 31′ 26″ N, 76° 57′ 29″ O | 06:37–06:41 | 5.04 km (3.13 mi)   | 50 yd (46 m)   | Um tornado fraco partiu membros e derrubou algumas árvores a nordeste de Mill Neck, Carolina do Norte. |
| EF2 | WSW de Franklin para N de Courtland            | Southampton                                        | VA     | 36° 38′ 42″ N, 76° 59′ 24″ O | 06:49–07:19 | 25.6 km (15.9 mi)   | 200 yd (180 m) | Numerosas casas e empresas foram danificadas ao longo US 58 perto de Courtland, incluindo um hotel, que sofreu a perda total do telhado e colapso de múltiplas paredes exteriores de segundo andar. Vários edifícios industriais e um posto de gasolina foram severamente danificados também. Muitas árvores foram arrancadas ou arrancadas, e vários veículos foram derrubados. |
| EF1 | NW de Lynchs Corner, NC até NNW de Suffolk, VA | Pasquotank (NC), Camden (NC), City of Suffolk (VA) | NC, VA | 36° 28′ 03″ N, 76° 27′ 26″ O | 07:02–07:30 | 43.23 km (26.86 mi) | 150 yd (140 m) | Este tornado moveu-se através de áreas rurais do Grande Pântano Sombrio antes de atacar o centro de Suffolk. Oito edifícios foram danificados significativamente no centro da cidade, incluindo um edifício de tijolos de vários andares que sustentou o colapso de uma parede exterior. As casas também foram danificadas em áreas residenciais, algumas das quais tinham seções de telhados arrancados. Muitas árvores foram arrancadas ou quebradas ao longo do caminho também, algumas das quais aterraram em estruturas. |
| EF0 | W de Great Dismal Swamp a ESE de Windsor       | City of Suffolk                                    | VA     | 36° 39′ 25″ N, 76° 33′ 43″ O | 07:08–07:22 | 18.8 km (11.7 mi)   | 100 yd (91 m)  | Este tornado atingiu o lado oeste de Suffolk mesmo antes do tornado EF1 atingir o centro da cidade. Os danos limitaram-se às árvores arrancadas ou arrancadas. |
| EF1 | NW de Jamestown                                | James City                                         | VA     | 37° 14′ N, 76° 52′ O         | 08:13       | 1.3 km (0.8 mi)     | 200 yd (180 m) | Este breve tornado originou-se como uma descarga de água. Depois de chegar em terra, as telhas foram arrancadas dos telhados, uma porta da garagem foi arrombada, e uma gable de tijolo colapsou. O tornado passou por um campo de golfe antes de levantar. Árvores e membros das árvores foram quebrados. |
| EF1 | SSE de Rosewell para ENE de Capahosic          | Gloucester                                         | VA     | 37° 19′ 35″ N, 76° 35′ 10″ O | 08:53–09:00 | 7.6 km (4.7 mi)     | 250 yd (230 m) | Este tornado originou-se como uma descarga de água sobre o Rio York antes de se mover para terra. Numerosas árvores foram arrancadas ou arrancadas, e várias casas sofreram danos no telhado e na cobertura. O tornado cruzou brevemente o Rio York novamente antes de levantar. |
| EF2 | ENE de Palmer para N de Browns Corner          | Lancaster, Northumberland                          | VA     | 37° 37′ 39″ N, 76° 20′ 09″ O | 09:40–10:00 | 25.1 km (15.6 mi)   | 500 yd (460 m) | Um forte tornado produziu danos EF2 de alta qualidade na comunidade rural de pescoço de Antipoison, onde várias casas sofreram danos significativos no teto e na parede exterior. O tornado enfraqueceu quando atingiu a parte oriental de Kilmarnock, causando danos nos telhados, paredes e árvores. O tornado continuou a causar danos nos telhados e nas árvores enquanto se movia para o norte antes de se dissipar. Cinco pessoas ficaram feridas. |
| EF2 | W de Mardela Springs                           | Wicomico                                           | MD     | 38° 26′ 51″ N, 75° 45′ 27″ O | 09:55–10:00 | 2.1 km (1.3 mi)     | 100 yd (91 m)  | Várias casas foram danificadas fora da cidade, incluindo uma que foi empurrada de sua fundação e fortemente danificada. Abrigos e anexos foram destruídos, e árvores foram arrancadas ou desenraizadas, incluindo algumas que sustentavam alguma descasca de baixo custo. Um negócio de reparação automóvel sofreu pequenos danos nas suas portas no final do caminho. |
| EF1 | Fleeton para W de Reedville                    | Northumberland                                     | VA     | 37° 48′ 49″ N, 76° 16′ 38″ O | 10:06–10:09 | 3.5 km (2.2 mi)     | 100 yd (91 m)  | Este tornado originou uma tromba d'água sobre a Baía de Chesapeake, antes de avançar para a frota terrestre. Várias casas tiveram telhado e danos, uma garagem foi destruída, e árvores foram arrancadas ou arrancadas. O tornado destruiu um dossel antes de levantar. |
| EF0 | Scotland to Ridge                              | St. Mary's                                         | MD     | 38° 05′ 35″ N, 76° 21′ 54″ O | 10:27–10:31 | 2.4 km (1.5 mi)     | 75 yd (69 m)   | Muitas árvores foram quebradas ou derrubadas ao longo do caminho. |
| EF1 | W de Piney Point a Callaway                    | St. Mary's                                         | MD     | 38° 10′ 26″ N, 76° 31′ 41″ O | 10:32–10:41 | 8.5 km (5.3 mi)     | 100 yd (91 m)  | Numerosas árvores foram arrancadas ou arrancadas, algumas das quais caíram e danificaram casas e um barracão. Um campista também foi derrubado. |
| EF1 | Solomons                                       | Calvert                                            | MD     | 38° 20′ 01″ N, 76° 28′ 42″ O | 10:52–10:53 | 1.4 km (0.9 mi)     | 175 yd (160 m) | As árvores foram arrancadas ou arrancadas, incluindo algumas que caíram em veículos recreativos, bem como em várias instalações recreativas numa base da Marinha dos Estados Unidos. |
| EF2 | George Island Landing a Girdletree             | Worcester                                          | MD     | 38° 05′ 49″ N, 75° 22′ 53″ O | 11:14–11:17 | 6.10 km (3.79 mi)   | 200 yd (180 m) | Um tornado EF2 destruiu algumas casas de galinhas pouco depois de pousar. Uma caravana e vários edifícios de apoio foram derrubados e atirados e várias casas na borda do caminho tiveram perda parcial do telhado e janelas explodidas. O tornado enfraqueceu depois disso, causando pequenos danos na árvore EF0 no lado leste do Girdletree antes de se dissipar. |
| EF0 | Quantico                                       | Wicomico                                           | MD     | 38° 19′ 44″ N, 75° 43′ 54″ O | 11:21       | 4.41 km (2.74 mi)   | 100 yd (91 m)  | Este tornado desenvolveu-se sobre o Rio Wicomico. Seguiu pelo bairro residencial, causando pequenos danos a várias casas. Revestimentos, paredes e árvores foram danificadas. |
| EF1 | N de Dares Beach                               | Calvert                                            | MD     | 38° 36′ 54″ N, 76° 30′ 43″ O | 11:33–11:37 | 2.7 km (1.7 mi)     | 100 yd (91 m)  | Uma tromba d'água moveu-se em terra em Plum Point, derrubando muitas árvores e várias linhas de energia. Três casas foram danificadas por árvores caídas, e uma quarta casa foi destruída por janelas. |
| EF0 | NE de Ironshire para WNW de Showell            | Worcester                                          | MD     | 38° 24′ 24″ N, 75° 14′ 47″ O | 11:35–11:44 | 12.86 km (7.99 mi)  | 75 yd (69 m)   | Este tornado atravessou-nos 113 antes de arrancar e arrancar árvores à volta de Berlin. |
| EF0 | S de Snug Harbor a Ocean Pines                 | Worcester                                          | MD     | 38° 24′ 05″ N, 75° 10′ 33″ O | 11:55–12:05 | 15.95 km (9.91 mi)  | 75 yd (69 m)   | Um tornado intermitente ocorreu logo a leste do anterior, derrubando várias árvores, uma das quais aterrou em uma casa. |
| EF0 | Queenstown                                     | Queen Anne's                                       | MD     | 38° 56′ N, 76° 08′ O         | 12:18-12:19 | 0.97 km (0.6 mi)    | 35 yd (32 m)   | Um caminho estreito de danos ocorreu em um campo de milho. Alguns pequenos danos na árvore também ocorreram. |
| EF1 | Sandtown                                       | Kent                                               | DE     | 39° 01′ N, 75° 41′ O         | 12:25-12:28 | 4.2 km (2.6 mi)     | 200 yd (180 m) | Uma casa tinha algumas janelas rebentadas, outra tinha o telhado explodido, enquanto várias outras casas em Sandtown sofreram danos menos graves no telhado. Uma grande garagem também perdeu a sua parede de metal. |
| EF1 | Freeman Corner para WNW de Milford             | Sussex, Kent                                       | DE     | 38° 53′ N, 75° 27′ O         | 12:25-12:30 | 4.3 km (2.7 mi)     | 400 yd (370 m) | Muitas árvores foram arrancadas ou arrancadas, algumas das quais caíram em casas. Postes de energia e linhas foram derrubadas. |
| EF2 | Dover para SW de Glasgow                       | Kent, New Castle                                   | DE     | 39° 06′ N, 75° 30′ O         | 12:55–13:30 | 57.1 km (35.5 mi)   | 500 yd (460 m) | Ver esta seção sobre este tornado |
| EF1 | Strathmere a Marmora                           | Cape May                                           | NJ     | 39° 11′ N, 74° 40′ O         | 13:45–13:50 | 8.45 km (5.25 mi)   | 150 yd (140 m) | Este tornado originou-se como uma tromba d'água, antes de vir em terra no extremo sul do Parque Estadual de entrada de Corson, perto de Strathmere. O tornado então atravessou Garden State Parkway e seguiu ao longo da US 9 através do lado sul de Marmora. Casas e negócios foram danificados significativamente, incluindo alguns que perderam os seus telhados, e alguns que tiveram danos significativos feitos em suas paredes laterais ou de canto. Uma casa foi deslocada da sua fundação. Perto de uma instalação, o tornado atirou contentores e virou um reboque de tractores. Um barracão grande foi levantado e os veículos foram empurrados. Árvores foram arrancadas ou arrancadas, incluindo algumas que caíram em carros, esmagando-os. |
| EF0 | Worcester Township                             | Montgomery                                         | PA     | 40° 10′ N, 75° 20′ O         | 14:44–14:50 | 4.5 km (2.8 mi)     | 200 yd (180 m) | Algumas árvores pequenas foram derrubadas, o topo das árvores foi arrancado, e vários postes utilitários foram empurrados. |
| EF1 | Ship Bottom para NNW de Mud City               | Ocean                                              | NJ     | 39° 38′ N, 74° 12′ O         | 14:50–14:54 | 4.8 km (3 mi)       | —              | Uma tromba d'água desenvolveu-se pela primeira vez sobre a Baía de Manahawkin entre o fundo do navio e Brant Beach. Ele atravessou a ponte Route 72 sobre a Baía, antes de chegar em terra perto de Mud City, principalmente em áreas pantanosas. Além de alguns escombros leves vistos a voar sobre a Ponte da baía, nenhum dano foi encontrado. No entanto, uma estação meteorológica localizada ao norte de Egg Island mediu uma rajada de vento de 109 mph (175 km/h) às 10:53 (14:53 UTC). Esta medição foi usada para classificar este tornado EF1 de gama alta como nenhum dano significativo foi encontrado. |
| EF2 | Northeast Philadelphia a NW de Doylestown      | Philadelphia, Bucks                                | PA     | 40° 20′ N, 75° 10′ O         | 14:50–15:10 | 32 km (20 mi)       | 500 yd (460 m) | Ver seção sobre este tornado – Seis pessoas foram feridas. |
| EF1 | Saugatuck Shores                               | Fairfield                                          | CT     | 41° 06′ N, 73° 23′ O         | 17:40–17:41 | 50 yd (46 m)        | 25 yd (23 m)   | Uma tromba d'água sobre o estuário de Long Island moveu-se em terra antes de se dissipar rapidamente. Uma casa teve seu telhado explodido e vários pinheiros foram quebrados. Este foi o primeiro tornado registrado em Connecticut a ser associado com uma tempestade tropical ou furacão. |

### Woodard – Windsor, Carolina do Norte
Danos EF3 em casas móveis para perto de Windsor.
Este tornado intenso e destrutivo tocou primeiro a sudoeste de Woodard, ao norte do rio Roanoke, e rapidamente se intensificou ao se mover para noroeste e cruzar a Knowles Lane. Ao chegar à Middle Track Road, o tornado atingiu seu pico de intensidade, destruindo completamente três casas móveis, um celeiro e uma casa de estrutura de um andar com a força do EF3. A estrutura da casa estava completamente nivelada, mas não estava ancorada em sua fundação. O tornado manteve a sua força ao atingir seu pico de largura ao atingir um parque de trailers ao longo da Morning Road. Uma dúzia de casas móveis foram destruídas e várias outras foram severamente danificadas. Algumas das casas móveis foram completamente destruídas, com suas estruturas de metal torcidas e os destroços espalhados por uma longa distância em um campo próximo. Vários veículos foram lançados nesta área também. As duas mortes ocorreram no parque de trailers. O tornado então continuou para noroeste e enfraqueceu ligeiramente para a intensidade EF2, achatando uma grande faixa de árvores e causando danos significativos a algumas casas em bairros ao longo ou próximos à Woodward Road. O tornado enfraqueceu ainda mais com a força do EF1, pois danificou vários negócios e residências ao longo dos concomitantes US 17 / Bypass US 17 e US 13, a oeste de Windsor. Vários edifícios agrícolas foram danificados a noroeste de Windsor antes que o tornado se dissipasse ao longo da NC 308.

O tornado esteve no solo por 11 minutos, rastreados 16 km (10 mi), foi de 600 yd (550 m) largura, e causou $ 1 milhão em danos. Duas pessoas foram mortas e 14 outros ficaram feridos. O tornado foi classificado como EF3, tornando-o o tornado mais forte gerado por um ciclone tropical desde 2005. Depois da tempestade, o governador da Carolina do Norte, Roy Cooper, fez um tour pelo parque de casas móveis atingido pelo tornado em Windsor, dizendo que foi "devastador" ver o que aconteceu com a área.

### Dover – Townsend – Middletown – Glasgow, Delaware
Quando esse tornado atingiu o lado sul de Dover, ele causou danos significativos às árvores, algumas das quais caíram sobre casas. O tornado cruzou a US 13, onde explodiu partes do telhado de uma escola de ensino médio. Um armazém próximo teve paredes de metal arrancadas e alguns reboques de trator foram jogados para os lados. Uma garagem também foi gravemente danificada. O dano ao longo deste primeiro segmento do caminho foi classificado como EF1. Depois de Dover, o tornado produziu danos intermitentes às árvores antes de atingir o lado leste de Smyrna, onde ocorreram danos às árvores mais significativos. Uma estação meteorológica operada pela DelDOT mediu uma rajada de vento de 96 mph (154 km/h) em DE 1 ao norte de Smyrna quando o tornado passou. O tornado então quase igualou os EUA 13 e DE 1 através do lado leste de Townsend na EF1strength de ponta, causando danos consideráveis a residências e empresas. Inúmeras árvores foram quebradas ou arrancadas, e uma garagem também foi destruída. Os danos mais intensos em Townsend ocorreram nas proximidades de Blackbird Landing Road e Gum Bush Road. O tornado então atingiu EF2. intensidade quando atingiu Middletown, onde muitas casas perto de Spring Hollow Drive sofreram danos significativos no telhado, na parede externa e na porta da garagem. Algumas dessas casas sofreram pelo menos perda parcial da parede externa, incluindo uma casa mal construída que teve uma parede externa inteira do segundo andar arrancada. EF2 de gama baixa os danos continuaram perto da Summit Bridge enquanto várias casas adicionais sofreram danos consideráveis ao norte de Middletown, uma das quais teve metade do telhado rasgado. Muitas árvores foram quebradas e várias outras casas perderam partes de seus telhados nesta área. Mais adiante ao longo do caminho, o tornado manteve EF2 de baixo custo intensidade, uma vez que rastreou perto de Lums Pond e através de partes de Bear, onde mais casas foram danificadas e árvores foram derrubadas. Os danos mais significativos ao longo deste segmento do caminho ocorreram quando o tornado cruzou DE 896 e entrou na subdivisão de Brennan Estates, onde 12 casas foram danificadas a ponto de serem declaradas inabitáveis. O tornado então enfraqueceu rapidamente e finalmente subiu para o sudoeste de Glasgow, pouco antes de cruzar para o condado de Cecil, em Maryland.

O tornado esteve no solo por 35 minutos, rastreados 57.1 km (35.5 mi), foi de 500 yd (460 m) de largura, e foi classificado como EF2 de gama baixa. Foi o tornado rastreado mais longo em Delaware desde 1950.

### Nordeste da Filadélfia – Doylestown, Pensilvânia
Danos EF2 no centro de dia de Children's Village Day Care center em Doylestown, Pensilvânia.
Este tornado intermitente, mas forte, tocou pela primeira vez logo a leste do shopping Philadelphia Mills no nordeste da Filadélfia, e moveu-se para noroeste em EF1 força. Em um antigo prédio do Walmart em reconstrução, três sistemas de exaustão e seis sistemas RTU foram arrancados do telhado. Telhados, laterais e toldos foram derrubados de muitas casas na área, e alguns carros foram sacudidos ou capotados. Árvores foram cortadas ou arrancadas, incluindo algumas com mais de 100 anos. O tornado então se dissipou antes de tocar brevemente em Southampton em um EF1 de baixa gama ligeiramente mais fraco de intensidade. Inúmeras árvores e galhos de árvores foram quebrados, incluindo alguns que danificaram casas e carros. Depois de levantar novamente, o tornado pousou pela terceira vez em seu pico de intensidade de EF2 em Doylestown. As arquibancadas do lado dos visitantes de um campo de atletismo na Central Bucks High School West foram derrubadas antes que o tornado atingisse o complexo do Hospital Doylestown, jogando vários veículos em um estacionamento. Alguns desses veículos estavam empilhados uns sobre os outros e seis foram lançados a distâncias consideráveis. O tornado então atingiu a creche da Children's Village, causando danos significativos à medida que grandes porções da estrutura do telhado foram arrancadas do prédio. Detritos deste local foram espalhados por um campo próximo. Numerosas árvores grandes foram quebradas ou arrancadas em Doylestown, e vários postes de luz de metal foram dobrados ao chão. O tornado enfraqueceu de volta para intensidade EF1 à medida que continuou a noroeste, danificando casas e outras propriedades, e quebrando ou arrancando árvores. O tornado então se dissipou pela última vez ao longo da Ferry Road, perto do Lago Galena, no Peace Valley Park.
O tornado esteve no solo por 20 minutos, rastreado 32 km (20 mi), foi de 500 yd (460 m) largo, e foi classificado como EF2 de gama baixa. Houve seis ferimentos leves.